# Праздник Федерации
Праздник Федерации (Фестиваль Федерации, фр. Fête de la Fédération) — массовый праздничный фестиваль, проводившийся по всей Франции в 1790 году в честь Великой французской революции. Этот предвестник дня взятия Бастилии, который ежегодно отмечается во Франции 14 июля, отмечал саму революцию, а также национальное единство.
Он знаменовал собой революцию и события 1789 года, кульминацией которых стала новая форма национального правительства — конституционная монархия во главе с Учредительным собранием.
Первый праздник 1790 года был назначен на 14 июля, чтобы он совпадал с первой годовщиной взятия Бастилии, однако это не было основной темой праздника. На данном относительно спокойном этапе революции многие считали, что время активной политической борьбы закончилось. Это мнение поощрялось контрреволюционными монархистами, и первый праздник был разработан так, чтобы выразить уважение и поддержку королевскому статусу Людовика XVI. Праздник прошёл мирно и создал мощный, но иллюзорный образ национального единства после разногласий 1789-1790 годов.

## Предыстория
После первых революционных событий 1789 года старый порядок во Франции сменился новой парадигмой конституционной монархии. К концу того же года города и деревни по всей стране начали объединяться в федерации (фр. fédérations), братские ассоциации, которые увековечивали и продвигали новую политическую структуру. Общей тенденцией среди них было желание выразить общенациональное единство, устроив праздник в честь революции. Были запланированы одновременные празднования в июле 1790 года по всей стране, но праздник в Париже должен был стать самым грандиозным. На нём должны были присутствовать король, королевская семья и все депутаты Национального учредительного собрания, а также тысячи других граждан, прибывшие со всех уголков Франции.

## Подготовка

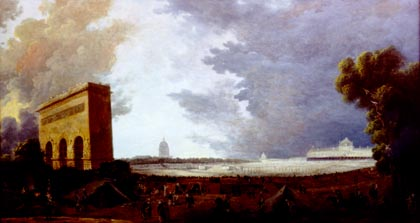
Триумфальная арка Fête de la Fédération работы Юбера Робера

Мероприятие проходило на Марсовом поле, которое в то время находилось далеко за пределами Парижа. Создание площадки финансировалось Учредительным собранием, и её удалось завершить вовремя только с помощью тысяч добровольцев из парижского региона. Во время так называемых «Дней тачки» (фр. journée des brouettes) стала популярна новая песня, Ah! ça ira.
По обе стороны поля были построены огромные земляные трибуны для зрителей, рассчитанные на 100 тыс. зрителей. Сену пересекли лодочные мосты, ведущие к алтарю, на котором должны были приноситься клятвы. В новом военном училище разместились члены Учредительного собрания и их семьи. На одном конце поля была расположена огромная королевская палатка, а на другом конце была сооружена триумфальная арка. В центре поля находился алтарь для мессы.

## Официальное празднование
Торжество началось уже в четыре часа утра, под сильным дождём, который продлился весь день (газета Journal de Paris предсказывала «частые ливни»).
Из провинции прибыли 14 тыс. федератов; каждое подразделение Национальной гвардии послало по два человека из каждой сотни. Они стояли под 83 знамёнами, соответственно числу департаментов. Их привезли на место, где когда-то стояла Бастилия, и они прошли по улицам Сен-Антуан, Сен-Дени и Сент-Оноре, прежде чем пересечь временный мост и прибыть на Марсово поле.

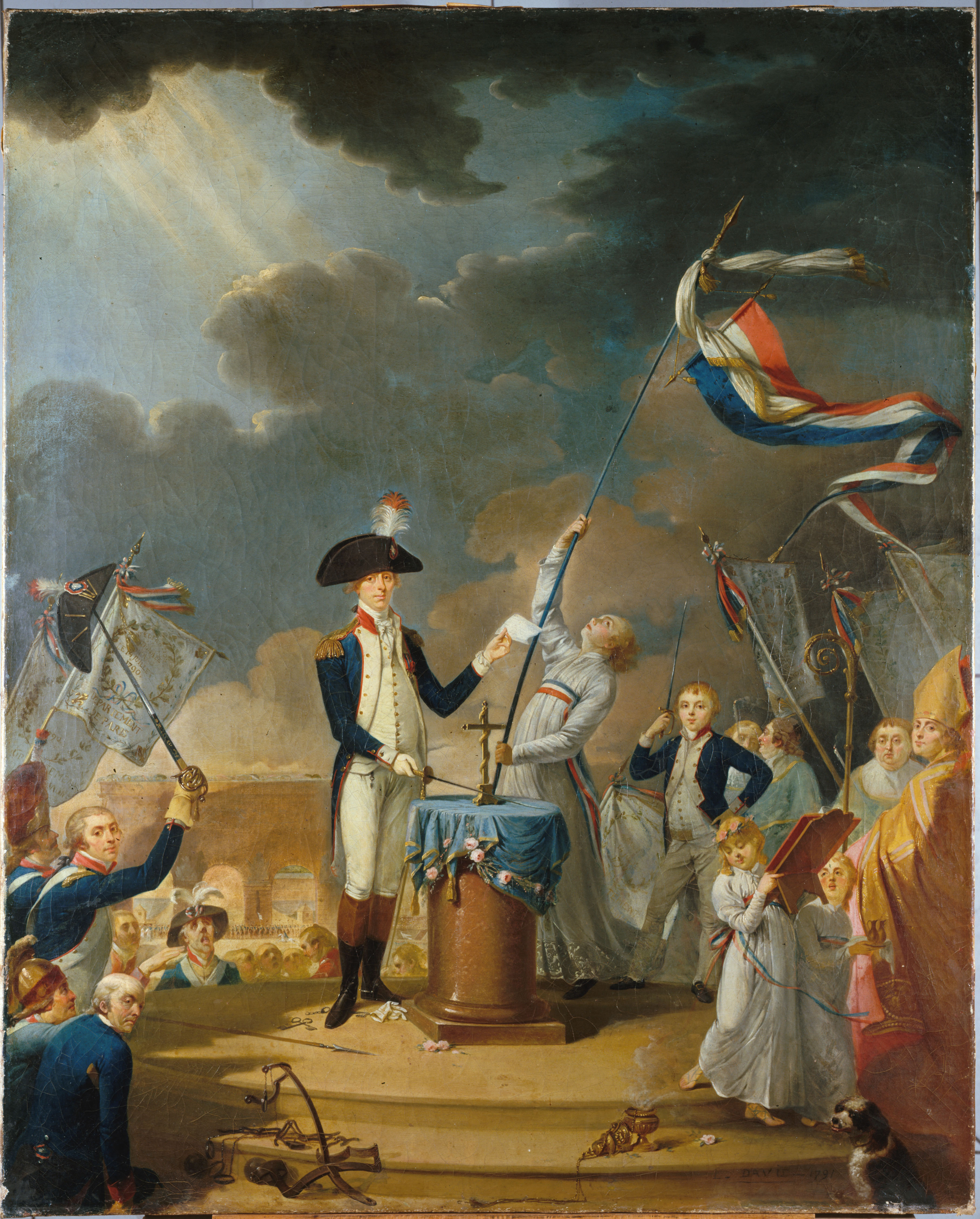
Лафайет приводит к присяге (картина маслом XVIII в., Музей Карнавале)

Мессу служил Шарль Морис де Талейран, епископ Отёна. В то время первая французская конституция ещё не была завершена; она была официально ратифицирована лишь в сентябре 1791 года. Но её суть была всем понятна, и никто не хотел ждать. Лафайет привёл президента Учредительного собрания и всех депутатов к торжественной присяге грядущей Конституции:

Клянёмся всегда быть верными народу, закону и королю, всеми силами поддерживать Конституцию, принятую Учредительным собранием и утверждённую королем, и оставаться связанными вместе со всем французским народом неразрывными узами братства.
Оригинальный текст (фр.)Nous jurons d'être à jamais fidèles à la nation, à la loi et au roi, de maintenir de tout notre pouvoir la Constitution décrétée par l'Assemblée nationale et acceptée par le roi et de demeurer unis à tous les Français par les liens indissolubles de la fraternité.

После этого Людовик XVI принёс аналогичную клятву:

Я, король французов, клянусь использовать власть, данную мне конституционным актом государства, для поддержания Конституции, принятой Учредительным собранием и утверждённой мной.
Оригинальный текст (фр.)Moi, roi des Français, je jure d’employer tout le pouvoir qui m’est délégué par l’acte constitutionnel de l'état, à maintenir la constitution décrétée par l’Assemblée nationale et acceptée par moi.

Титул «Король французов», использованный здесь впервые вместо «Король Франции (и Наварры)», был нововведением, призванным установить народную монархию, которая связала бы титул монарха с нацией, а не с территорией Франции. Затем поднялась королева Мария-Антуанетта и показала дофина, будущего Людовика XVII, со словами: «Это мой сын, который, как и я, разделяет те же чувства».
Организаторы праздника приветствовали делегации из разных стран мира, в том числе недавно созданных Соединённых Штатов. Джон Пол Джонс, Томас Пейн и другие американские представители развернули флаг США на Марсовом поле, что стало первым случаем, когда этот флаг развевался за пределами Соединённых Штатов.

## Народный праздник
По окончании официального торжества день завершился огромным народным застольем. Оно также было символом единения трёх сословий после весьма накалённой сессии Генеральных штатов 1789 года. Епископ (первое сословие) и король (второе сословие) благословили народ (третье сословие). В садах замка Ла-Мюэтт была устроена трапеза для более чем 20 тыс. участников, после чего они долго пели и танцевали. Праздник закончился 18 июля.

## Память
«Песню 14 июля» (фр. Chant du 14 juillet), написанную Мари-Жозефом Шенье и Франсуа-Жозефом Госсеком, пели в нормальных школах до Второй мировой войны.